# Дроктульф
Дроктульф (лат. Droctulfus) — військовик часів ранньої Візантійської імперії.

## Життєпис
Відповідно до Павла Диякона був свевом чи алеманом, що потрапив у полон до лангобардів. Ймовірно рятуючись від переслідувань короля Клефа перейшов на бік візантійців близько 572 року. У 575 або 576 року відвоював порт Классіс в Фароальда I, герцога Сполето. За це отримав титул дукса.
До 584 року зайняв важливий укріплений пункт Бріксел на річці По, чим забезпечив захист Классіса з суходолу. У 584 або 585 році новий король лангобардів Автарій завдав поразки Дроктульфу, відвоювавши Бріксел. Спроби відвоювати укріплення виявилися невдалими й Дроктульф відступив до Равенни.
586 року переведено до Франкії на посаду іпостратега. Звитяжив під час битви під Адріанополем 587 року, де вдалося звільнити міста від облоги аварів. 588 року на нетривалий час повертається до Італії, де брав участь у війні з лангобардами. Можливо помер або загинув близько 598 року в Африці, оскільки в цей час про нього згадує папа римський Григорій I.